# Laurales
Ordre
Classification APG III (2009)
L'ordre des Laurales se compose de plantes angiospermes de divergence ancienne.
En classification classique (1981), il comprend huit familles :
- Amborellacées
- Calycanthacées
- Gomortégacées
- Hernandiacées
- Idiospermacées
- Lauracées (famille du laurier)
- Monimiacées
- Triméniacées

En classification phylogénétique APG (1998), classification phylogénétique APG II (2003) et classification phylogénétique APG III (2009) l'ordre comprend sept familles :
- Atherospermataceae
- Calycanthaceae (incluant les Idiospermacées de la classification classique).
- Gomortegaceae
- Hernandiaceae
- Lauraceae
- Monimiaceae
- Siparunaceae